# Władcy Bahrajnu
Władcy Bahrajnu

## Hakimowie (1783-1971)
- Ahmad ibn Khalifah Al Khalifah (1783 - 1796)
- Abdullah ibn Ahmad Al Khalifah (1796 - 1843)

- trzech współrządzących -
- - Sulman ibn Ahmad Al Khalifah (1796 - 1825)
  - Khalifah ibn Sulman Al Khalifah (1825 - 1834)
  - Muhammad ibn Khalifah Al Khalifah (1834 -1842)

- Muhammad ibn Khalifah Al Khalifah (1843 - 1868)
- Ali ibn Khalifah Al Khalifah (1868 - 1869)
- Muhammad ibn Khalifah Al Khalifah (1869)
- Muhammad ibn Abdullah Al Khalifah (1869)
- Isa ibn Ali Al Chalifa (1 grudnia 1869 - 9 grudnia 1932)
- Hamad ibn Isa Al Chalifa (9 grudnia 1932 - 20 lutego 1942)
- Salman ibn Hamad Al Chalifa (20 lutego 1942 - 2 listopada 1961)
- Isa ibn Salman Al Chalifa (2 listopada 1961 - 15 sierpnia 1971)

## Emirowie (1971-2002)
| # | Imię                      |          | Lata życia               | Lata życia          | Czas rządów      | Czas rządów    | Rodzice                                                  |
| # | Imię                      | Urodzony | Zmarł                    | Od                  | Do               |                | Rodzice                                                  |
| - | ------------------------- | -------- | ------------------------ | ------------------- | ---------------- | -------------- | -------------------------------------------------------- |
| 1 | Isa ibn Salman Al Chalifa |          | 3 czerwca 1933 Al-Dżasra | 6 marca 1999 Manama | 15 sierpnia 1971 | 6 marca 1999   | Salman ibn Hamad Al Chalifa Mouza bint Hamad Al Khalifa  |
| 2 | Hamad ibn Isa Al Chalifa  |          | 28 stycznia 1950 Ar-Rifa |                     | 6 marca 1999     | 14 lutego 2002 | Isa ibn Salman Al Chalifa Sabika bint Ibrahim Al Chalifa |

## Królowie (od 2002)
| # | Imię                     |          | Lata życia               | Lata życia | Czas rządów    | Czas rządów | Rodzice                                                  |
| # | Imię                     | Urodzony | Zmarł                    | Od         | Do             |             | Rodzice                                                  |
| - | ------------------------ | -------- | ------------------------ | ---------- | -------------- | ----------- | -------------------------------------------------------- |
| 1 | Hamad ibn Isa Al Chalifa |          | 28 stycznia 1950 Ar-Rifa |            | 14 lutego 2002 |             | Isa ibn Salman Al Chalifa Sabika bint Ibrahim Al Chalifa |